# Naissance en 961
Naissance
- 957
- 958
- 959
- 960
- 961
- 962
- 963
- 964
- 965

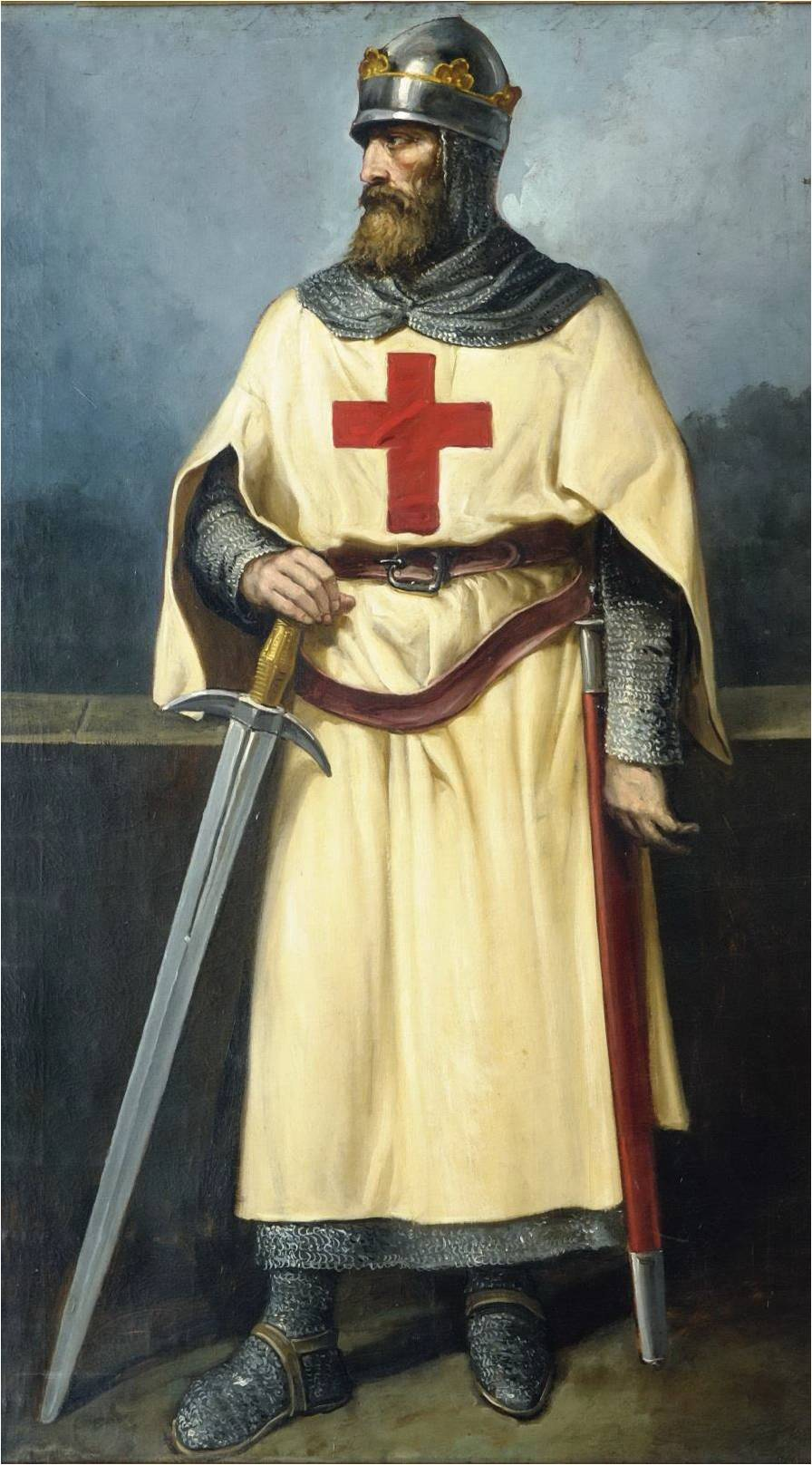
Ramire III de León né en 961.

Cette page dresse une liste de personnalités nées au cours de l'année 961 :
- 15 janvier : Seongjong, sixième roi de la Corée de la dynastie Goryeo.

- Abol-Hasan Kharaghani, poète persan.
- Abu Mansur al-Tha'alibi, ou Abū Manṣūr 'Abd al-Malik b. Muḥammad b. Ismā'īl al-Tha'ālibī, écrivain iranien d'expression arabe.
- Sigmundur Brestisson,  chef féroïen.
- Édith de Wilton, moniale au couvent de Wilton.
- Fujiwara no Michikane, kugyō (noble japonais), membre du clan Fujiwara et l'un des régents Fujiwara puisqu'il sert comme kampaku.
- Ramire III de León, roi de León.

## Crédit d'auteurs
- Cet article est partiellement ou en totalité issu de l'article intitulé « 961 » (voir la liste des auteurs).